# 飯島誠太

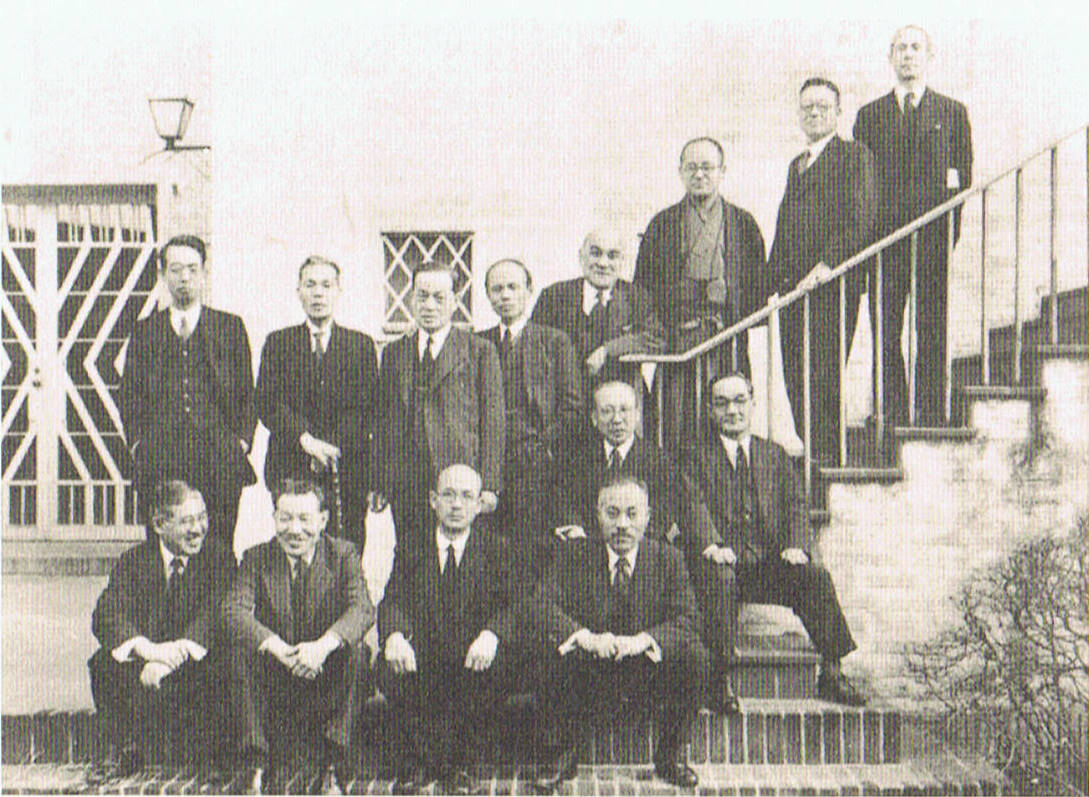
日本基督教団合同前の日本基督教会代表の準備委員 後列左より，熊野義孝，三吉務，富田満，小野村林蔵，佐波亘，浅野順一，飯島誠太，堀内友四郎、 前列左より，今村好太郎，村田四郎，金井為一郎，村岸清彦

飯島 誠太（いいじま のぶた / せいた、1885年（明治18年）7月28日 - 1958年（昭和33年）3月23日）は、日本の牧師。学校法人大阪女学院理事長。

## 経歴
日本基督教会牧師飯島彌太郎の長男として群馬県佐波郡宮郷村に生れる。
1886年（明治19年）伊勢崎日本基督教会にて幼児受洗。1903年 （明治36年）名古屋教会で信仰告白。明治学院神学部在学中、賀川豊彦らと神戸神学校に転学し同校卒業。
1914年（大正3年）からプリンストン大学、ニューヨーク聖書大学に留学。帰国後、日本基督教会（現、日本キリスト教会）岐阜教会牧師となり1925年（大正14年）堺川尻教会（大阪府堺市）牧師となる。日本基督教会浪速中会の書記に選ばれ、日本基督教団成立後は常議員に選ばれた。1945年7月10日堺大空襲（第6回大阪大空襲 - 7月10日）により教会堂、牧師館焼失。長男・長女を失う。
初代大阪教区議長として諸会堂の復興に努めた。1955年（昭和30年）1月2日新年礼拝中の説教中に脳梗塞に倒れ、闘病中に北陸学院理事長、明治学院、関西学院評議員、教団諸委員など辞職後の1958年（昭和33年）3月23日召天。葬儀委員長は友人の賀川豊彦が務めた。